# Ісетнофрет II
Ісетнофрет (або Ісіда-нофрет або Ісітнофрет; давньоєгипетське: «красива Ісіда») — царська жінкою Стародавнього Єгипту, і як Велика королівська дружина фараона Меренптаха вона стала Ісетнофрет II.

## Сім'я
Ісетнофрет II, можливо, була дочкою принца Хаемуасета. Якщо так, то вона одружилася зі своїм дядьком Мернептахом.
Інша можливість полягає в тому, що Ісетнофрет II є дочкою араона Рамсеса II і, можливо, дочкою його великої королівської дружини, королеви Ісетнофрет I.
Серед її дітей:
- Принц Сеті-Меренптах, який пізніше зайняв трон як Сеті II;
- Принц Меренптах, син фараона, голова двох земель і генералісимус[1];
- Принц Хаемвасет, син фараона, зображений у Карнакському храмі;
- можливо, принцеса Ісетнофрет (?), дочка фараона, згадана в Лейденському корабельному журналі[1].

## Титули
| st | t · H8 | nfr | r&t |

| st | t · H8 | nfr | r&t |

Титули Ісетнофрет II включають: Володарка двох земель (nbt-t3wy), Велика царська дружина (hmt-niswt-wrt), Володарка Верхнього і Нижнього Єгипту (hnwt-Shm'w -mhw), Царська дружина (hmt-nisw).

## Життя
Ісетнофрет II виросла під час правління Рамсеса II, її можливого діда. Якщо вона була донькою Хаемвасета, можливо, вона виросла в Мемфісі, інакше вона виросла в Пірамесі.
Ісетнофрет II засвідчується кілька разів під час правління її чоловіка:
- Вона зображена на статуї, яку Меренптах узурпував у Аменхотепа III.
- Стела візира Панехесі в Гебель-ель-Сільсіла також зображує її. Ця стела розташована навпроти каплиці Панехесі та зображує Мернептаха, королеву Ісетнофрет, Сеті-Мернептаха та візира перед Амоном-Ре та Птахом.
- Інша стела, розташована в галереї Спеос Хоремхеба в Гебель-ель-Сільсіла, зображує Меренптах, супроводжувану королевою Ісетнофрет і візирем Панехесі, які пропонують зображення богині Маат Амен-Ре і Мут.
- Її також зображено на статуетці, присвяченій візиру Панехесі в Гебель-ель-Сільсілі.

Невідомо, коли і де померла Ісетнофрета II і де вона була похована. Якщо Ісетнофрет була дочкою Хаемвасета, можливо, вона була похована в Саккарі. Гробниця королівської дами на ім'я Ісетнофрет була виявлена в Саккарі під час розкопок університету Васеда в 2009 році.